# Arthon-en-Retz
Arthon-en-Retz (bretonisch: Arzhon-Raez; Gallo: Arton) ist eine Ortschaft und eine Commune déléguée in der französischen Gemeinde Chaumes-en-Retz mit 4.497 Einwohnern (Stand: 1. Januar 2022) im Département Loire-Atlantique in der Region Pays de la Loire. Die Einwohner werden Arthonnais genannt.
Seit dem 1. Januar 2016 ist sie mit der ehemaligen Gemeinde Chéméré fusioniert und Teil der Commune nouvelle Chaumes-en-Retz. Sie gehörte zum Arrondissement Saint-Nazaire und zum Kanton Pornic.

## Geographie
Arthon-en-Retz liegt etwa 39 Kilometer westlich von Nantes nahe dem Atlantischen Ozean am Canal de la Haute Perche in der Landschaft Pays de Retz. Durch die Gemeinde führt die frühere Route nationale 751 (D751).

## Bevölkerungsentwicklung
| 1962                       | 1968 | 1975 | 1982 | 1990 | 1999 | 2006 | 2013 |
| -------------------------- | ---- | ---- | ---- | ---- | ---- | ---- | ---- |
| 1889                       | 1948 | 1933 | 2151 | 2321 | 2668 | 3240 | 4031 |
| Quellen: Cassini und INSEE |      |      |      |      |      |      |      |

## Sehenswürdigkeiten
Siehe auch: Liste der Monuments historiques in Chaumes-en-Retz
- Kirche Saint-Martin

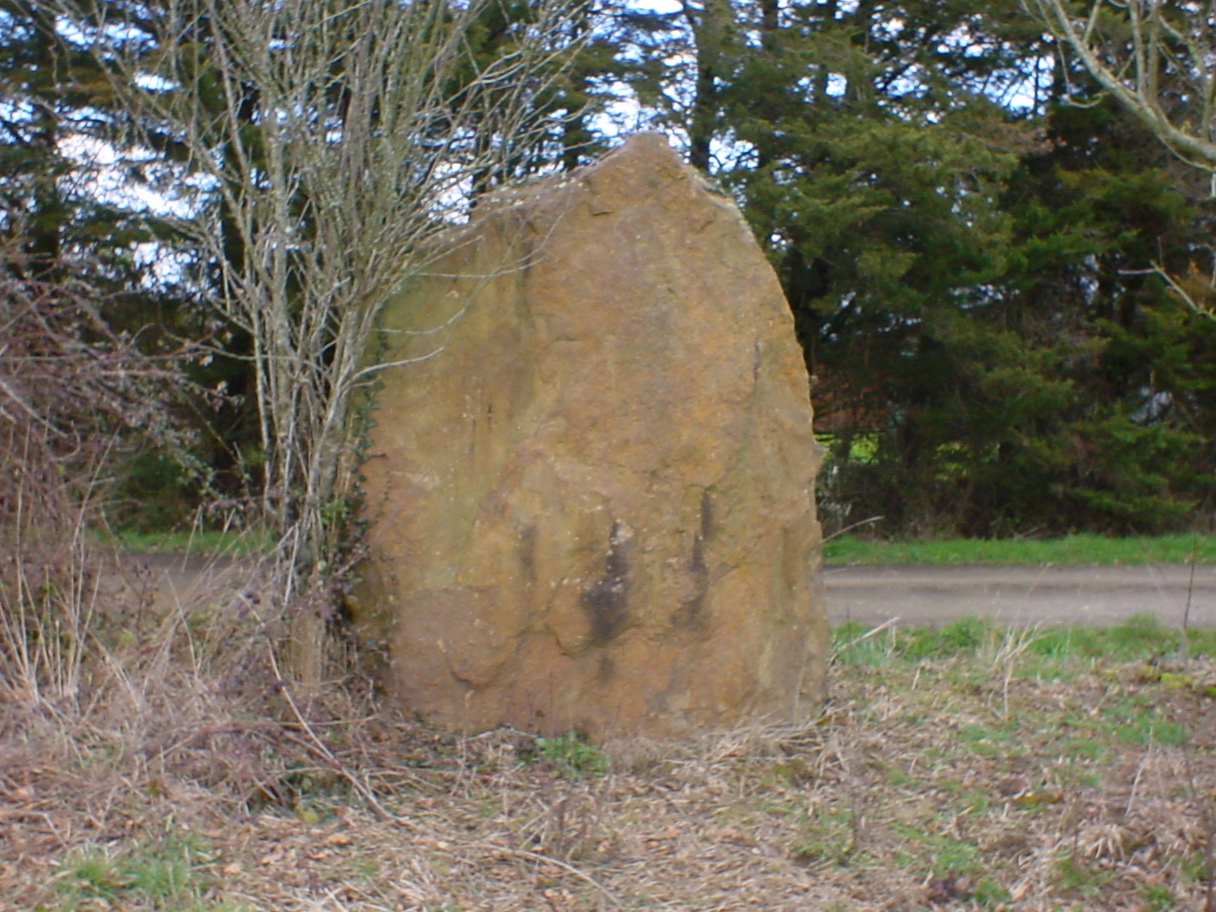
Menhir du Bois des Vallées

- Kirche Sainte-Victoire im Ortsteil La Sicaudais
- Kapelle Saint-Vital
- Kapelle im Ortsteil La Petite Sicaudais
- Menhir du Bois des Vallées
- Reste des römischen Aquädukts
- Schloss La Meule
- Schloss Bressoreau

## Persönlichkeiten
- Mickaël Landreau (* 1979), früherer Fußballspieler
- Anthony Charteau (* 1979), Radrennfahrer